# Франц Марк
Франц Марк (на немски: Franz Marc) е един от водещите германски художници-експресионисти.

## Биография
Франц Марк е роден през 1880 г. в семейството на професионалния пейзажист Вилхелм Марк и калвинистката Софи. През 1900 г. Франц започва да учи в Академията за изящни изкуства в родния си град. Между 1903 и 1907 г. живее в Париж, където открива силното си влечение към стила на Винсент ван Гог.
През 1910 г. Марк се сприятелява с художника Аугуст Маке и на следващата година, заедно с него, Василий Кандински, Паул Клее, Алберт Блох, Давид Бурлюк, Арнолд Шьонберг и други личности от артистичните среди основават експресионистичния кръг Синият ездач (Der Blaue Reiter).
Марк излага няколко свои творби на първата изложба на „Синият ездач“, провела се в Мюнхен през декември 1911 – януари 1912 г. Изложбата бележи връх в германския експресионизъм и обикаля още Берлин, Кьолн, Хаген и Франкфурт. През 1912 г. Марк среща и френския живописец Робер Делоне, чийто колорит и футуризъм оказват голямо влияние върху стила на Марк.
Кръгът „Синият ездач“ се разпада при избухването на Първата световна война; Франц Марк е изпратен на фронта. Скоро след това, името му се появява в списък на значими творци, които трябвало да бъдат оттеглени от военните действия. Преди заповедта да влезе в сила обаче, Марк е покосен от шрапнел в главата по време на Битката при Вердюн и загива едва навършил 36 години.

## Художествен стил и наследство
Повечето от творбите на Франц Марк в зрелия му период изобразяват животни, обикновено в естествената им среда, в маниер много близък до този на кубизма. Стилът му се характеризира с ярки първични цветове, абсолютна чистота и простота на рисунъка и емоционална наситеност, които привличат вниманието на влиятелните артистични кръгове от неговото съвремие.
Най-известната картина на Марк вероятно е „Tierschicksale“ („Съдбата на животните“), завършена през 1913 г., която е притежание на държавния музей в Базел.
Автор е на около 60 дървореза и литографии.
През октомври 1998 г. няколко от картините на Марк се увенчават с рекордни цени на търг на аукционната къща Кристис в Лондон. Измежду тях са „Rote Rehe I“ („Червен елен I“), продадена за 3.3 милиона долара. Този рекорд е надминат през октомври 1999 година, когато картината му „Der Wasserfall“ („Водопадът“) е продадена от Сотбис в Лондон на частен колекционер за цената от 5.06 милиона долара. Тези продажбени цени са рекордни както за творчеството на Марк, така и за цялата германска живопис от 20 век.

## Творби
- „Елени в тръстиките“. 1909.
 Новата пинакотека. Мюнхен
- „Синьо-черна лисица“
 (1911)
- Градината на манастира (1912)
- Съдбата на животните. 1913. Музей на изкуството. Базел
- Лисици. 1913. Музей на изкуството. Дюселдорф
- Тирол. 1914. Държавна галерия за съвременно изкуство. Мюнхен